# Musée du mur de l'Atlantique
Pour le musée français homonyme, voir Batterie Todt.

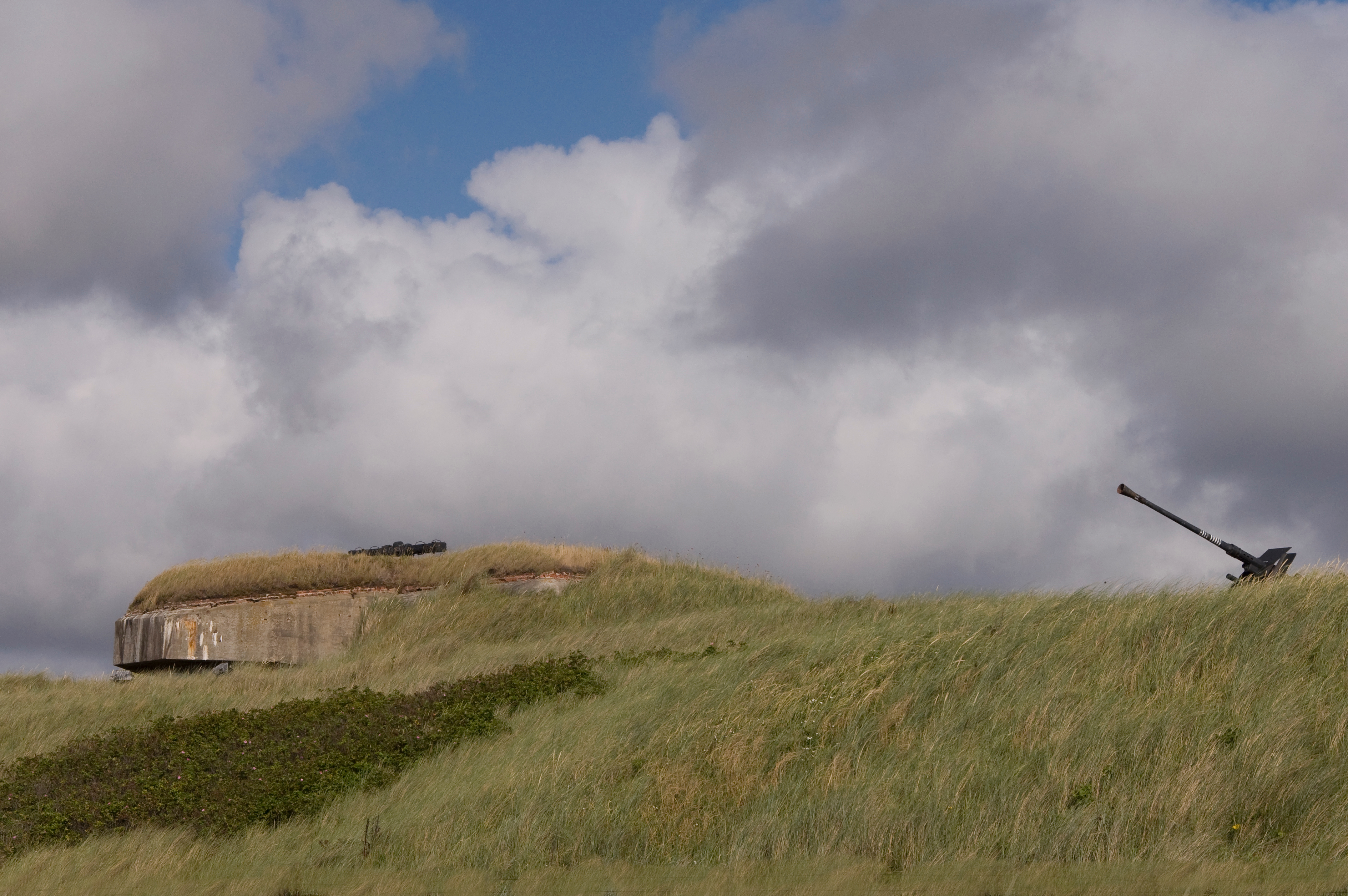
Vue du musée de plein air

Le musée de plein air du mur de l'Atlantique (Openluchtmuseum Atlantikwall) est un musée en plein air établi à Raversyde, un hameau de la ville belge d'Ostende. Le musée fait partie du domaine provincial de Raversyde.

## Le musée

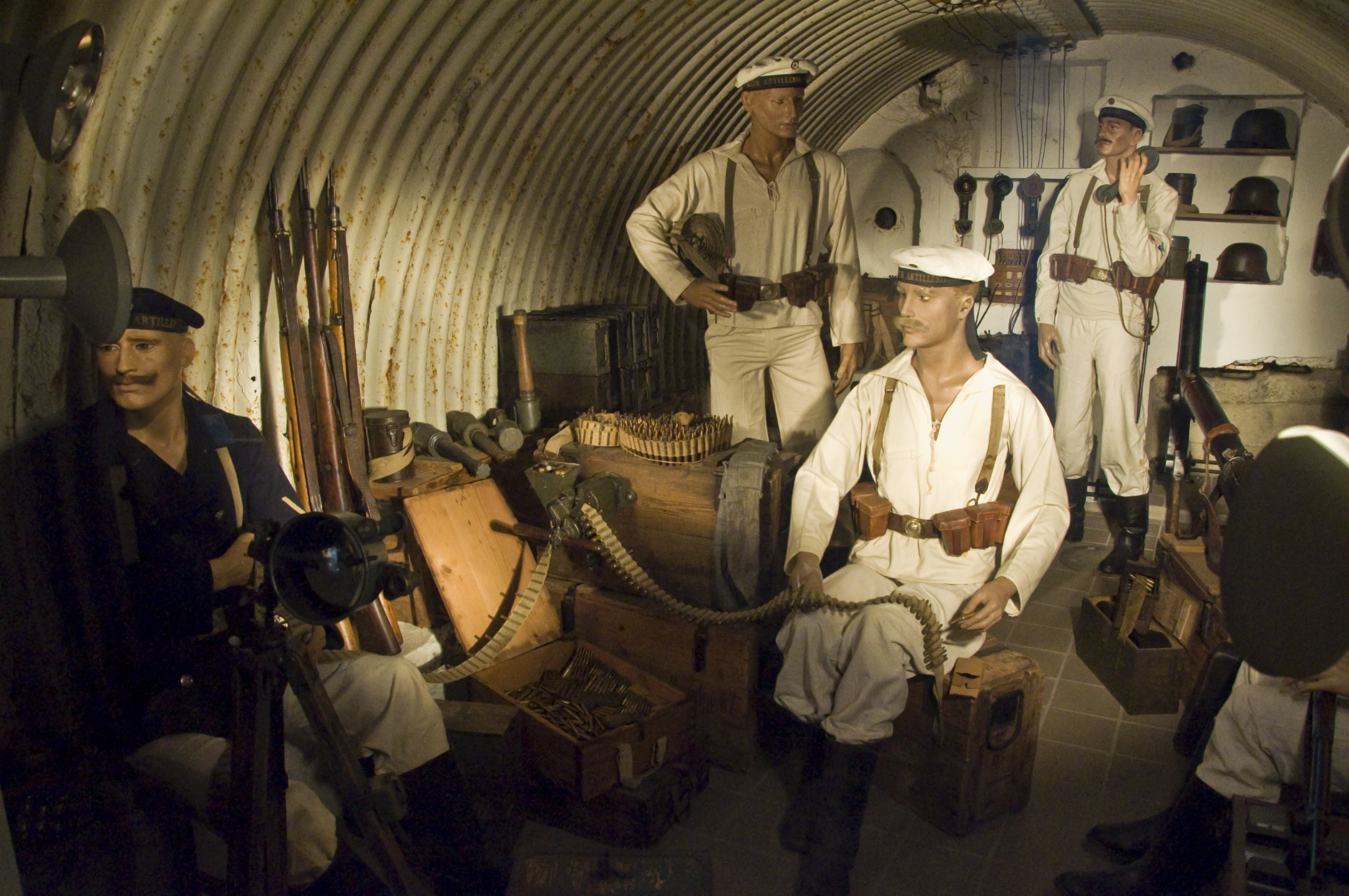
La batterie Aachen

Le musée présente une des rares parties préservées du mur de l'Atlantique, une défense allemande datant de la Seconde Guerre mondiale. Il s'agit d'un ensemble de bunkers et des tranchées, partiellement restaurés dans leur état d'origine. Le prince Charles, qui habitait le domaine, s'est toujours opposé à la démolition de ces vestiges.

## Première Guerre mondiale
Des installations de la Première Guerre mondiale sont visibles, comme la batterie Aachen, datant de 1915, qui comporte deux postes d'observation, quatre emplacements de canons et un abri devant résister à un bombardement.

## Seconde Guerre mondiale

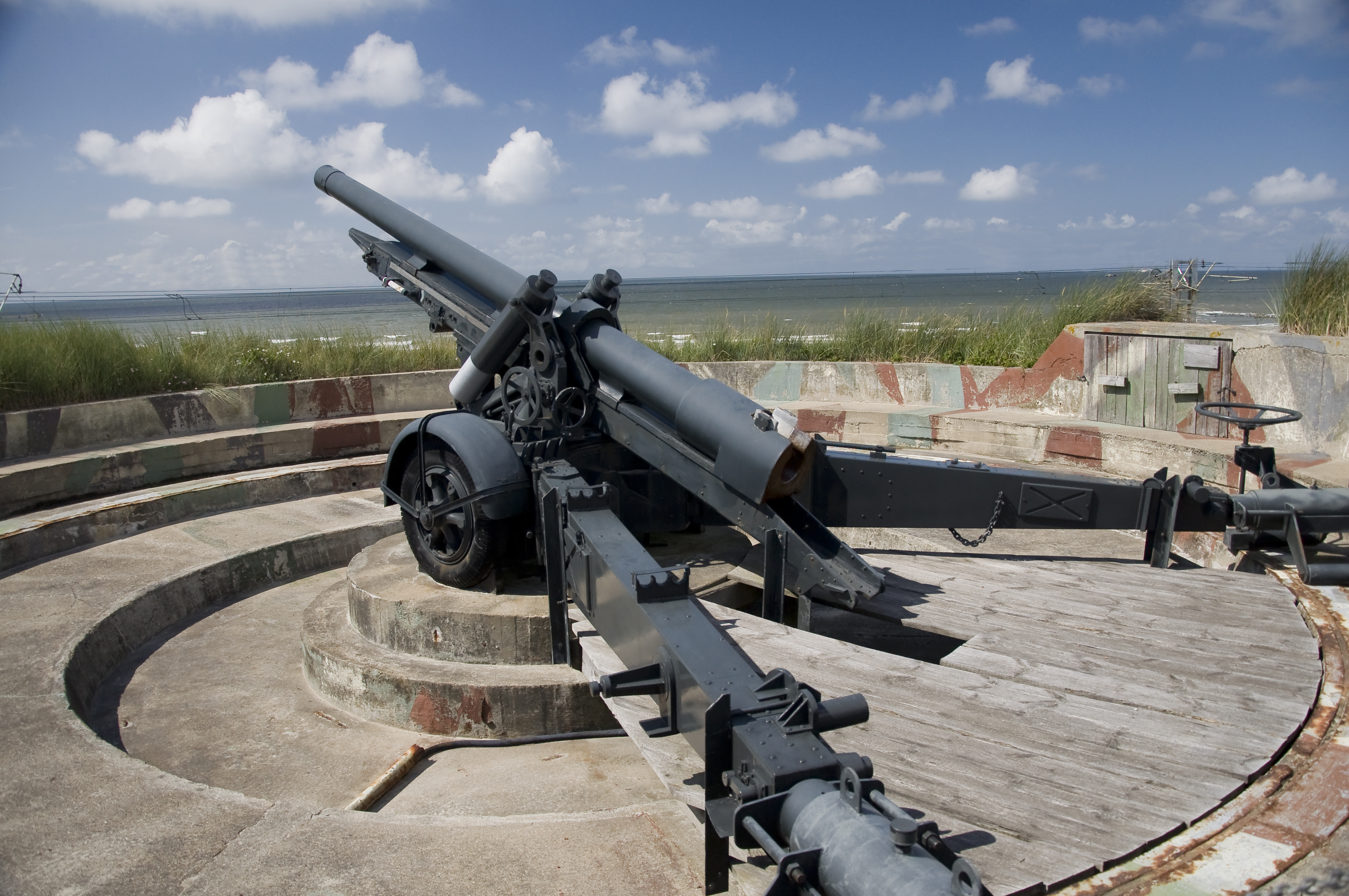
Canon de 120mm L modèle 1931 capturé et réutilisé par les Allemands

La majorité des défenses conservées sur le site datent de l'époque de la construction par les Allemands du Mur de l'Atlantique pendant l'occupation de la Belgique pendant la Seconde Guerre mondiale. Au cours de la guerre, de nombreuses fortifications ont été construites sur le site, comme la batterie Saltzwedel neu construite pour défendre le port d'Ostende contre une éventuelle invasion alliée. Plusieurs des fortifications ont été rénovées en leur état où elles étaient pendant la guerre. Des uniformes portés par la garnison ainsi que des équipements sont également présentés.